# 坂本孝
坂本 孝（さかもと たかし、1940年〈昭和15年〉5月4日 - 2022年〈令和4年〉1月26日）は、日本の実業家。
山梨県甲府市出身。ブックオフコーポレーション創業者（同社代表取締役社長→会長を歴任）。その後、俺の株式会社を創業し、同社名誉会長。

## 人物・来歴

### 人物
経営哲学などにおいて、京セラ創始者の稲盛和夫の影響を多大に受けている実業家のひとり。稲盛の提唱する「6つの精進」などを経営理念に取り入れている。
大学時代は慶應義塾ワグネル・ソサィエティー男声合唱団と慶應義塾大学落語研究会に所属。

### 略歴
- 1959年 山梨県立甲府第一高等学校卒業[2][3]
- 1963年4月1日 慶應義塾大学法学部卒業後、父の経営する精麦会社、坂本精麦合名会社に入社[1]。
- 1965年 山梨くみあい飼料株式会社（山梨県経済農業協同組合連合会（全国農業協同組合連合会に吸収）と坂本精麦の出資で設立　現 株式会社さんけい）取締役に就任
- 1970年 山梨くみあい飼料を退社し、オーディオショップ「ユアーズ」の経営に乗り出す。経営に失敗し、3年後に閉店。
- 1972年、中古ピアノ販売業を展開し、工場跡地の遊休地再開発プロジェクトを展開する中でイトーヨーカ堂社長（当時）の伊藤雅俊に影響を受ける。
- 1990年5月 中古ピアノ販売のノウハウを応用し、新古本販売のブックオフ直営1号店千代田店（約35坪）を神奈川県相模原市に開設。
- 1991年8月 ブックオフコーポレーションを設立、社長に就任した。
- 2006年6月24日 同会長に就任する。
- 2007年6月19日 粉飾決算及び坂本自身のリベート問題により会長を引責辞任。
- 2009年 バリュークリエイト株式会社設立。
- 2012年11月 俺のフレンチ・俺のイタリアン株式会社（現 俺の株式会社）設立。代表取締役社長を経て名誉会長。
- 2022年1月26日、肺疾患のため死去[4][5]。81歳没。

### 受賞歴
出典
- 2006年10月 稲盛経営者賞 非製造業部門第一位
- 2006年09月 ハーバードビジネススクール ベンチャーオブザイヤー賞
- 2005年05月 WORLD・E・O・Y（モナコ世界大会）出場
- 2004年10月 E・O・Y（アントレプレナー・オブ・ザ・イヤー）日本代表選出
- 2000年12月 日経BP社 ベンチャー・オブ・ザ・イヤー賞
- 1999年08月 盛和塾第7回全国大会 敢闘賞
- 1999年06月 起業家倶楽部 優秀起業家賞
- 1998年12月 東洋経済新報社 アントレプレナー賞
- 1993年12月 ニュービジネス協議会優秀賞

## 出演
- プロフェッショナル 仕事の流儀[6]（NHK総合テレビジョン、2013年5月20日）

## 著書
- 『ブックオフの真実―坂本孝ブックオフ社長、語る』（共編著：松本和那・村野まさよし 2003年、日経BP社）
- 『俺のイタリアン、俺のフレンチ―ぶっちぎりで勝つ競争優位性のつくり方』（2013年、商業界）